# Flower-Tower

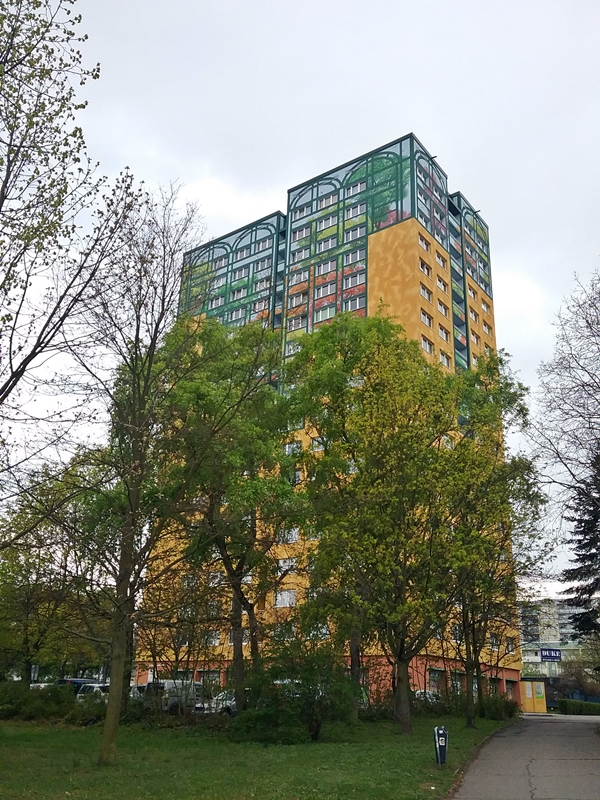
Wohnhochhaus Flower-Tower

Der Flower-Tower ist ein Hochhaus der Wohnungsgenossenschaft Friedenshort im Berliner Ortsteil Marzahn des Bezirks Marzahn-Hellersdorf.

## Geschichte
Das Wohnhochhaus vom Typ WHH GT 18 ist 58,05 Meter hoch, hat 18 Etagen, stammt aus den 1980er Jahren und steht in der Allee der Kosmonauten 145. Am 14. November 2012 bekam das Hochhaus den Namen Flower-Tower und wurde mit Prominenz und den Bewohnern mit einem kleinen Volksfest feierlich eingeweiht, nachdem die französische Künstlergruppe CitéCréation das Hochhaus gestaltet hatte, indem sie sich von den Gärten der Welt inspirieren ließ. Die Fassadengestaltung dauerte sieben Monate und kostete 2,4 Millionen Euro. Derzeit (Juni 2017) ist es das höchste Fassadenkunstwerk in Europa.